# Franz von Liszt
Franz von Liszt (Bécs, 1851. március 2. – Seeheim, 1919. június 21.) jogász, 1898-tól 1917-ig a berlini Humboldt Egyetem professzora. Nevéhez fűződik a modern büntetőjog fejlődésére kiemelkedő hatást gyakorló úgynevezett közvetítő iskola megalapítása. Édesapja, Eduard von Liszt, Liszt Ferenc unokatestvére volt.

## Pályafutása
1869–73 között Bécsben hallgatott jogot. A bírói vizsga után Göttingenbe tett tanulmányi utat, majd 1875-ben in Grazban habilitált. Itt tanított 1879-ig, amikor Gießenbe hívták meg. 1882-től a marburgi, 1889-től a hallei egyetem professzora volt. Marburgban megalapította a kriminalisztikai szemináriumot, amely utóbb a róla elnevezett iskola magja lett. Része volt a Nemzetközi Kriminalisztikai Egyesület megalapításában. 1899–1916 között Berlinben tanított büntetőjogot. 1902-től tagja volt annak a tudományos bizottságnak, amely az igazságügyi minisztérium megbízásából a büntetőjog reformját készítette elő. Társszerkesztője volt az 1909-ben lezárt Vergleichenden Darstellung des deutschen und ausländischen Strafrechts című munkának (A német és külföldi büntetőjog összehasonlító ábrázolása). 1911-ben J. Goldschmidt, W. Kahl és K. von Lilienthal társaságában jegyzett egy ellenjavaslatot a német büntető törvénykövet illetően.
1882-ben közzétette A célgondolat a büntetőjogban című munkáját – a Marburgi Egyetemen tartott székfoglaló beszéde -, amely bevezette a speciálprevenció fogalmát a büntetések tanába. Ő hozta először szoros kapcsolatba a büntetőjogot a kriminálpolitikával.